# 국어의 가나 문자 표기법
국어의 가나 문자 표기법(國語의 가나 文字表記法)은 한국어를 가타카나로 표기하는 방법으로, 1987년에 문교부의 편수 자료로 마련된 것이다.